# البيبان (جبل)
البيبان (بالإنجليزية: Bibans)‏ هي سلسلة من الجبال في شمال الجزائر ، وهي جزء من سلسلة الأطلس التلي ، تقع في منطقة القبائل الصغرى ، أطلق عليها الأتراك اسم أبواب الحديد لوعورة مسالكها وحدة قممها و هيبة مخانقها ، وتقع شرق جبال جرجرة ويفصلها عنها نهر الصومام .